# Tavarnelle Val di Pesa
Tavarnelle Val di Pesa és un antic municipi de la ciutat metropolitana de Florència, actualment una frazione de Barberino Tavarnelle, a la regió italiana de la Toscana, situat uns 25 km al sud de Florència, amb una població de 7.753 habitants l'1 de gener de 2018.
Amb data 1 de gener de 2019 es va fusionar amb Barberino Val d'Elsa, formant el nou municipi de Barberino Tavarnelle.

## Llocs d'interès
La principal atracció de Tavarnelle és l'abadia de Passignano, un monestir existent a partir de l'alta edat mitjana.
Altres llocs d'interès inclouen:
- Església de Santa Lucia al Borghetto, part d'un monestir franciscà conegut des de 1260. L'església és un exemple d'arquitectura gòtica.
- Església gòtica de Madonna della Neve, amb frescos del segle xiv al XV.
- Església de Santa Maria del Carmine al Morocco (segle XV).
- Santuari de Santa Maria delle Grazie a Pietracupa, fundat l'any 1596, amb un fresc de Paolo Schiavo amb una imatge de la Verge.
- Pieve de  San Pietro in Bossolo , una església romànica coneguda des del 990, obra d'habitatges d'escoles romanes, romanes d'Orient i florentines.
- Villa di Spoiano, vila renaixentista entre Tavarnelle Val di Pesa i Barberino Val d'Elsa.
- Villa di Poggio Petroio, fora de la ciutat.
- Pieve de San Donato a Poggio (segle XII), d'estil romànic, amb una basílica amb una nau principal i dues laterals i tres absis. Alberga una font baptismal per Giovanni della Robbia (1513) i un tríptic per Giovanni del Biondo (1375).
- Pont sobre el riu Pesa a la frazione de Sambuca.
- Església de San Romolo, al llogaret fortificat de Tignano, amb un tabernacle de terracota de Giovanni della Robbia.